# Реакция Кёнига
Реакция Кёнига — взаимодействие пиридина или его не замещённых по α-положениям производных с хлор- и бромцианом, ведущее к образованию N-цианпиридиниевых солей. Последующий гидролиз этих солей идет с раскрытием пиридинового цикла, при этом образуется глутаконовый альдегид (гидролиз незамещенного N-цианпиридиния):
В случае замещенных пиридинов образуются замещенные производные глутаконового альдегида, которые обычно не выделяют, а вводят в реакцию in situ с нуклеофилами — аминами либо соединениями с активированной метиленовой группой:

R' = CN
Открыта В. Кёнигом, описавшим в 1904 году образование нового красно-фиолетового красителя при взаимодействии бромида N-цианпиридиния с антраниловой кислотой в условиях щелочного гидролиза.

## Применение
Взаимодействие образовавшихся в реакции Кенига альдегидов с аминами либо соединениями с активированной метиленовой группой (например, барбитуровой кислотой) ведет к образованию ярко окрашенных соединений, что используется в фотоколориметрическом определении цианидов и α-незамещенных пиридинов природного происхождения (например, никотина и анабазина).
В качестве компонентов, реагирующих с глутаконовым альдегидом (либо его производными) с образованием красителя, используются различные соединения.
Так, при определении цианидов применяются пиридин в сочетаниями с оксогетероциклами, конденсирующимися с глутаконовым альдегидом — барбитуровая кислота, 1-фенил-3-метил-5-пиразолон. При определении цианидов в тканях, крови или иных образцах обычно применяют метод микродиффузии, при котором образец обрабатывается хлорамином T, реагирующим с цианидами с образованием летучего хлорциана, поглощаемого в микродиффузионной ячейке пиридином.
При определении никотина используют анилин, анабазина — барбитуровая кислота, в этом случае алкалоиды обычно выделяют из образца перегонкой с водяным паром либо экстракцией.
Раскрытие пиридинового цикла по Кенигу также применяется в синтетической органической химии, например, в синтезе индолов из 2-(2-аминофенил)пиридинов: